# ROYCE' Town역

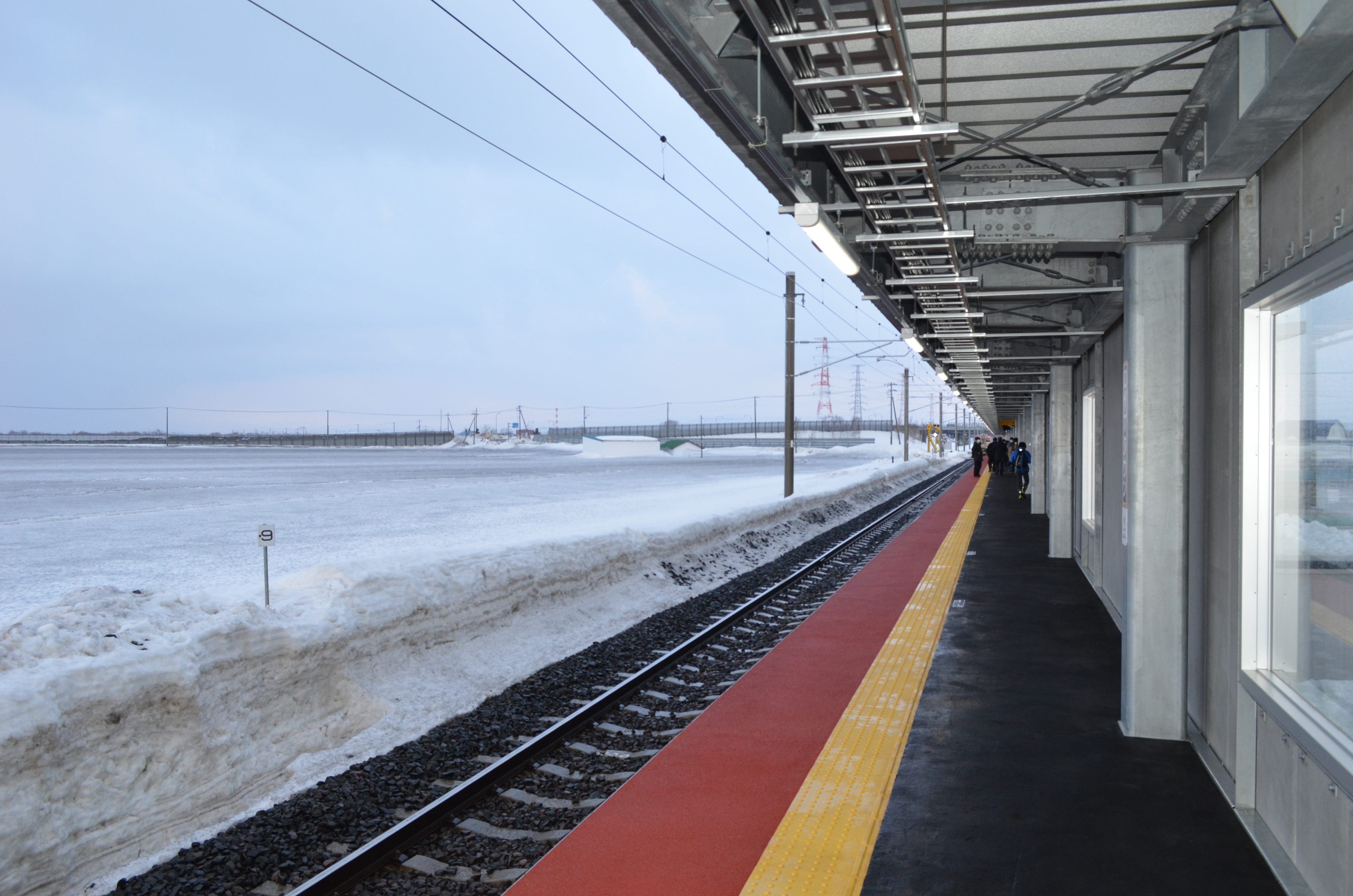
승강장

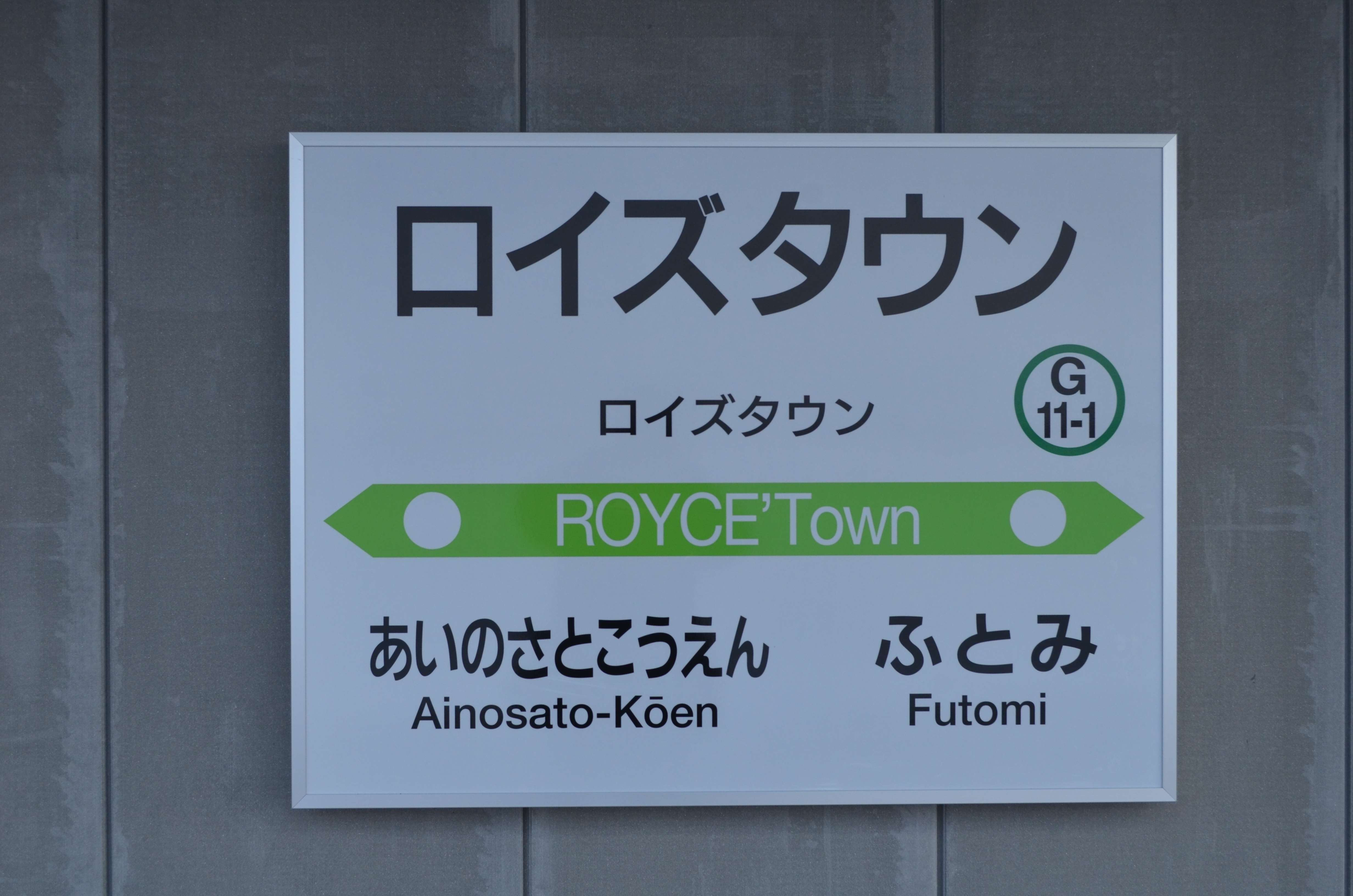
역명판

ROYCE' Town역(일본어: ロイズタウン駅)은 일본 홋카이도 이시카리 군 도베쓰정에 위치한 홋카이도 여객철도 삿쇼 선의 철도역이다. 역 번호는 G11-1이며, 단선 승강장 1면 1선의 구조를 갖춘 지상역이다.